# Marek Holzman

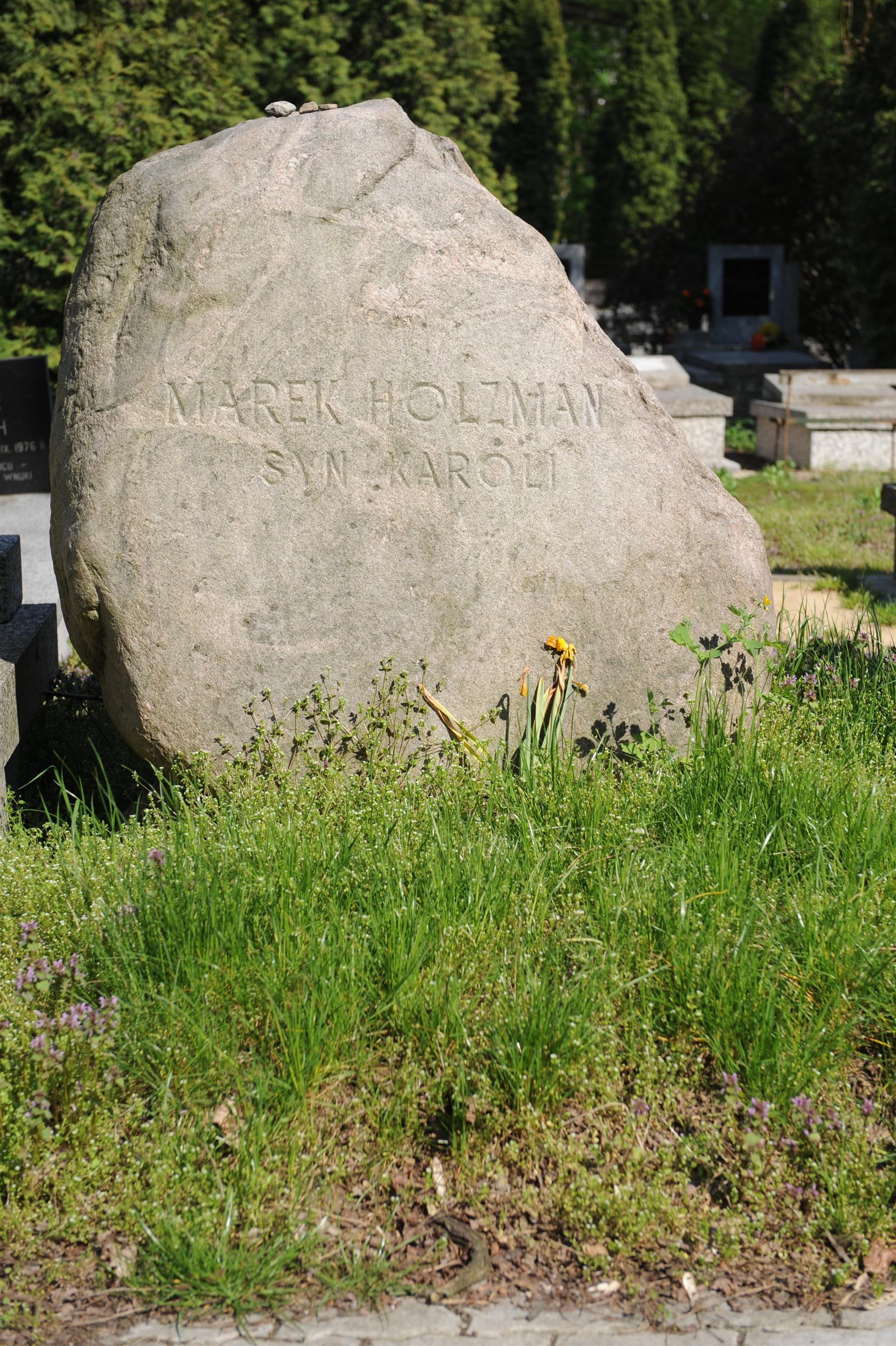
Grób Marka Holzmana na cmentarzu żydowskim przy ulicy Okopowej w Warszawie

Marek Holzman (ur. 24 sierpnia 1919 w Borysławiu, zm. 7 sierpnia 1982 w Warszawie) – polski fotograf-dokumentalista żydowskiego pochodzenia.

## Życiorys
Był członkiem Związku Polskich Artystów Fotografików. Pracował jako portrecista miesięcznika „Polska”, z którym był związany od 1954 roku. W latach 60. i 70. nawiązał stałą współpracę z „Projektem”, dwumiesięcznikiem poświęconym sztukom wizualnym.
Pochowany obok córki Kai na cmentarzu żydowskim przy ulicy Okopowej w Warszawie (kwatera 8, rząd 1).

## O Marku Holzmanie
W 1966 zrealizowano film dokumentalny Twarze którego bohaterem był m.in. Marek Holzman.

## Wystawy indywidualne (wybór)
- Galeria Zachęta, Warszawa (1963)

## Wystawy zbiorowe (wybór)
- Magazyn Polska, Warszawa (ekspozycje w latach 1954-1960)
- Biblioteka Narodowa, Paryż, Francja (1961)
- Fotografia polska 1839-1979, International Center of Photography, Nowy Jork, USA; Museum of Contemporary Art, Chicago, USA; Galeria Zachęta, Warszawa; Muzeum Sztuki, Łódź; The Whitechapel Art Gallery, Londyn, Anglia (1979-1980)
- Photographie Polonaise, Centre Georges Pompidou, Paryż, Francja (1983)